# Теорема Гурвица (комплексный анализ)
Теоре́ма Гу́рвица — утверждение в комплексном анализе, которое описывает связь нулей голоморфной функции с нулями последовательности.
Используется в доказательстве важной теоремы Римана об отображении.

## Утверждение теоремы
Пусть последовательность функций {\displaystyle f_{n}}, голоморфных в области {\displaystyle D}, сходится в топологии {\displaystyle O(D)} (то есть равномерно на компактах в {\displaystyle D}) к функции {\displaystyle f\neq {\text{const}}}. Если точка {\displaystyle z_{0}\in D} является нулем функции {\displaystyle f}, то есть {\displaystyle f(z_{0})=0}, то в любом круге {\displaystyle \{z:|z-z_{0}|<r\}\subset D} все функции {\displaystyle f_{n}}, начиная с некоторой, также имеют нуль.

## Доказательство
По теореме Вейерштрасса предельная функция {\displaystyle f} голоморфна в {\displaystyle D}. Поскольку достаточно доказать теорему лишь для достаточно малых кругов с центром {\displaystyle z_{0}}, мы можем считать, что круг {\displaystyle U=\{z:|z-z_{0}|\leq r\}} принадлежит {\displaystyle D}, а в {\displaystyle U} нет других нулей {\displaystyle f}, кроме {\displaystyle z_{0}}.
Положим {\displaystyle f_{\ast }=\min _{z\in \partial U}|f(z)|}, что больше нуля по построению. Из равномерной сходимости последовательности {\displaystyle f_{n}} на {\displaystyle \partial U} вытекает, что начиная с некоторого номера выполняется оценка {\displaystyle |f_{n}(z)-f(z)|<f_{\ast }} для всех {\displaystyle z\in \partial U}. Тогда по теореме Руше функция {\displaystyle f_{n}(z)=f(z)+[f_{n}(z)-f(z)]} имеет в {\displaystyle U} столько же нулей, сколько и {\displaystyle f}, то есть по крайней мере один.